# Шульгино (Одинцовский район)
Шульгино ― деревня в Одинцовском городском округе Московской области. В 2005—2019 гг. входила в состав сельского поселения Барвихинское. Население 296 человек на 2006 год, в деревне 8 улиц, числятся 12 садовых товариществ
Деревня расположена в восточной части района, в 6 км к северо-востоку от Одинцово, на правом берегу реки Саминки, высота центра над уровнем моря 168 м.

## История

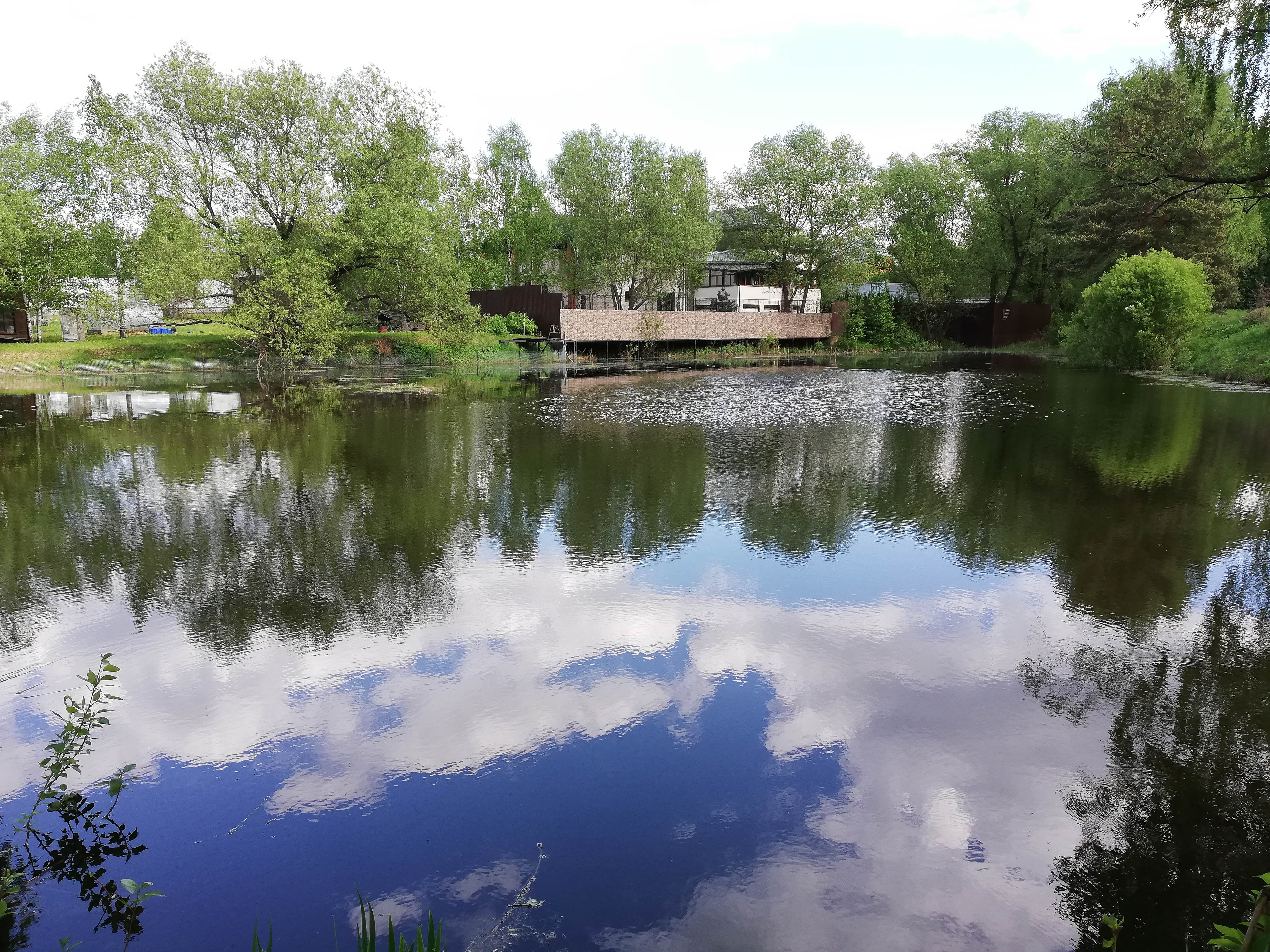
Пруд в деревне Шульгино

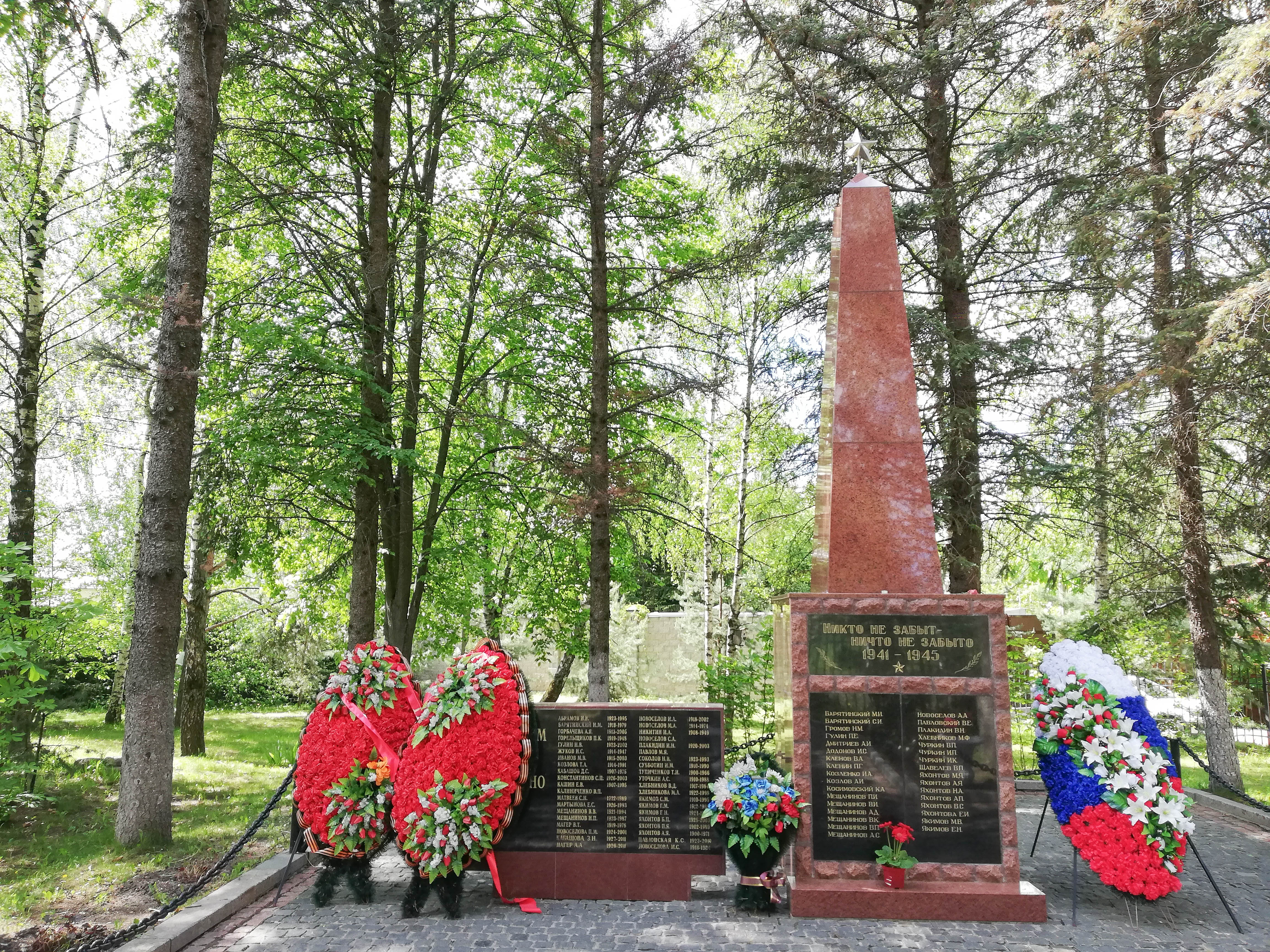
Воинский мемориал в Шульгино

Впервые в исторических документах деревня упоминается в 1472 год, как сельцо Шульгино, которое великая княгиня Мария Ярославна, вдова Василия Темного, отдала Савво-Сторожевскому монастырю. Во время опричнины сельцо превратилось в пустошь, которую в 1583 году передали Федору Федоровичу Нагому. Затем сельцом владели Иван Васильевич Голицын, Долматовым-Карповым и после смерти Бориса Ивановича Долматова-Карпова в 1880 году вновь отошло монастырю. В 1704 году в Шульгино было 28 дворов и проживало 116 человек. С 1764 года отошло в Удельное ведомство, в конце XVIII века значилось 12 дворов, 48 душ мужского и 51 — женского пола.
На 1852 год в Шульгино числилось 15 дворов, 60 душ мужского пола и 52 — женского, в 1890 году — 169 человек. По Всесоюзной переписи 17 декабря 1926 года числилось 53 хозяйства и 312 жителей, Шульгино было центром сельсовета; по переписи 1989 года — 114 хозяйств и 213 жителей.

## Достопримечательности
На въезде в Шульгино расположен памятник погибшим землякам.

## Население
| 2002 | 2006 | 2010 |
| ---- | ---- | ---- |
| 296  | →296 | ↗421 |